# Srby, Plzeň-jih
Srby là một làng thuộc huyện Plzeň-jih, vùng Plzeňský, Cộng hòa Séc.